# V572 Возничего
V572 Возничего (лат. V572 Aurigae) — одиночная переменная звезда в созвездии Возничего на расстоянии (вычисленном из значения параллакса) приблизительно 7180 световых лет (около 2202 парсеков) от Солнца. Видимая звёздная величина звезды — от +10,5m до +10,1m.

## Характеристики
V572 Возничего — красный гигант, углеродная пульсирующая медленная неправильная переменная звезда (LB) спектрального класса C(N). Радиус — около 83,95 солнечных, светимость — около 757,568 солнечных. Эффективная температура — около 3305 K.